# Catillon-Fumechon
Catillon-Fumechon är en kommun i departementet Oise i regionen Hauts-de-France i norra Frankrike. Kommunen ligger i kantonen Saint-Just-en-Chaussée som tillhör arrondissementet Clermont. År 2022 hade Catillon-Fumechon 540 invånare.

## Befolkningsutveckling
Antalet invånare i kommunen Catillon-Fumechon
| Referens: INSEE |